# RMVB
RMVB (Real Media Variables Bitrate) es un formato contenedor desarrollado por RealNetworks a partir del formato RealMedia. Se diferencia del original en su capacidad para almacenar flujos de datos con bitrate variable en vez de constante.
Su extensión es .rmvb (real media variable bitrate) y, usado habitualmente con los codecs de vídeo y audio RealVideo y RealAudio, se consigue un tamaño de archivo más pequeño que con formatos como MPEG. De esta forma, se mantiene una calidad similar con mayor razón de compresión.
En un comienzo, solo podía reproducirse adecuadamente con el reproductor RealPlayer, aplicación de la misma empresa. Posteriormente, códecs como Real Player Alternative han incluido soporte para este nuevo formato, permitiendo que este tipo de archivos pueda ser reproducido en casi cualquier otro reproductor multimedia, eliminando parcialmente la desventaja que supone el ser un formato propietario ligado a un solo reproductor.
Un archivo RMVB puede ser convertido a MPEG (para almacenar en un VCD), AVI u otros formatos de contenedor y codecs de vídeo/audio usando programas como TMPGEnc, mencoder o Format factory.

## Caracteres identificadores
Los primeros cuatro bites del archivo son ".RMF" (el formato pico estándar del Real Media), que es 2E 52 4D 46 en hexadecimal. Esto existe para que los sistemas en la computadora puedan identificar más fácilmente el archivo 
- Datos: Q1340693